# اوزون (کمون)
اوزون (به فرانسوی: Auzon) یک کمون در فرانسه است که در canton of Auzon واقع شده‌است. اوزون ۱۶٫۹۶ کیلومتر مربع مساحت دارد.